# Filippo Brunelleschi
 Der er for få eller ingen kildehenvisninger i denne artikel, hvilket er et problem. Du kan hjælpe ved at angive troværdige kilder til de påstande, som fremføres i artiklen.

Filippo Brunelleschi (født ca. 1377, død 15. april 1446) var en af renæssancens fremmeste arkitekter. Han er kendt for at have opfundet og nedskrev reglerne for det lineære perspektiv, hvilket var med til at ændre hele måden at se arkitektur og kunst på. Desuden er Brunelleschi kendt for en række bygninger i Firenze. En af hans største bedrifter er kuplen på domkirken i Firenze. Da den stod færdigbygget i 1436 var det verdens største selvbærende kuppel, og det var den i over 400 år. Rekorden blev først overgået ved opførelsen af Devonshire Royal Hospital i England i 1881.
Brunelleschi bliver ofte beskrevet som en af datidens helt store genier og en af de vigtigste drivkræfter bag den italienske renæssances tilblivelse og begyndelse. Vasari har således valgt at anvende følgende ord til at beskrive Brunelleschi:
| Citat | Naturen har skabt nogle mennesker lille af statur, men med en sjæl af storhed og et hjerte med sådan umålelig vovemod, at hvis de ikke satte sig selv for at løse vanskelige og næsten umulige opgave, og vel og mærke ikke fuldførte disse opgaver til resten af befolknings store forbløffelse, så ville de ikke kunne finde fred i deres liv. Således var det med Brunellechi, som var lille i statur som Giotto, men stor i geni. | Citat |
|       | |       |

## Tidelige liv
Der vides kun ganske lidt om Brunelleschis opvækst og tidlige liv. De to eneste kilder til er Antonio Manetti og Giorgio Vasari, og kun Manetti (1423-1497) har levet samtidig med Brunelleschi. Brunelleschi var det midterste barn i en søskendeflok på i alt tre. Hans far, Brunellesco di Lippo, var advokat, men morens, Giuliana Spini, baggrund i højere grad er uklar. Brunelleschi fik en litterær og matematisk uddannelse, med hvilken man håbede, at han blev i stand til at følge i faderens fodspor og blive embedsmand i byen. Den kunstinteresseret Brunelleschi blev dog indskrevet ved Arte della Seta, hvor han kom i lære hos en guldsmed, et af hans store ønsker. Her lærte Brunelleschi at mestre niello arbejder og videnskaben om bevægelse med hjul og vægte. I 1398 var Brunelleschi færdigudlært.
I 1401 deltog Brunelleschi i en konkurrence om Firenzes dåbskapels bronzedøre. Dåbskapellet lå lige over for den store katedral i Firenze, som endnu stod ufærdig. Brunelleschi fik dog ikke ordren med bronzedørene; opgaven gik til Lorenzo Ghiberti, der havde vist, at hans evner var Brunelleschi overlegne. Ghiberti gjorde et så godt arbejde med bronzedørene, at han fik lov til at designe et nyt sæt døre til dåbskapellet. Disse nye bronzedøre var så flotte, at Michelangelo hundrede år senere sagde: "disse må være ”dørene til Paradis„". Endvidere havde Brunelleschi et ry for at være ekstrem stædig og ikke specielt samarbejdsvillig, hvilket heller ikke havde hjulpet hans chancer for at vinde orderen over Ghiberti.
Det er uklart hvordan og hvorfor Brunelleschi gik fra at være guldsmed til arkitekt, ligesom at det også er uklart hvordan og hvorfor han skiftede stilart. Brunelleschi var opvokset og trænet i den gotiske stil med de tilhørende værdier fra middelalderen. Denne stilart står i stærk kontrast til den stilart, som Brunelleschi skulle blive kendt for, nemlig en stilart som bedre passer ind i renæssancens værdier og måder.
Omkring århundredskiftet var der en lille gruppe, der var begyndt at studere antikken. De studerede gamle værker og gravsteder fra det antikke Rom. I middelalderen var der gået megen viden tabt, men det var fagligt at undersøge antikken, som de gamle gravsteder. Åbenbart havde Brunelleschi studeret det antikke. Han rejste med sin gode ven Donatello i 1402–1404 til Rom for at studere ruiner og bygninger fra det antikke. Donatello var også guldsmed, og de havde mødt hinanden igennem arbejde på Ghibertis værksted. Selv om man i middelalderen havde studeret og diskuteret antikken, var Donatello og Brunelleschis besøg i Rom første gang, at man for alvor studerede de fysiske genstande fra antikken. Foruden antikke bygninger studerede Donatello og Brunelleschi også den antikke litteratur som Vitruvius.

## Arkitektur
Brunelleschi havde svært ved at skaffe sig arbejde. Hans ideer var radikale, idet de i højere grad havde sit grundlag fra den antikke verden, og derfor stod de i stærk kontrast til de gotiske værdier, som stadig dominerede samfundet. Dertil kom at Brunelleschi som person var meget dominerende. Han var nemlig både meget stædig og svær at arbejde sammen med. Han blev smidt ud fra forhandlingslokalene, da embedsmændende simpelthen havde svært ved at forstå hans ideer, og svært ved at få gennemført ændringsforslag i Brunelleschis oprindelige ideer. Nogle forstod dog Brunelleschis nye ideer: Medici-familien, især Cosimo de' Medici, så muligheder i dem, og familien begyndte offentligt at hjælpe Brunelleschi. Medici-familien var den rigeste familie i Firenze, og den var en ekstrem magtfuld allierede. På trods af Medici-familiens rigdom havde den dog endnu ikke påtvunget sig de vigtigste embeder i bystyret, og havde endnu ikke magten i Firenze.

### Brunelleschis første arbejdsopgave
Brunelleschis første opgave som arkitekt blev at tegne Firenzes nye børnhjem, Ospedale degli Innocenti. En opgave, som han havde fået af Arte della Seta, som var Brunelleschis egen uddannelsesinstitution. Han begyndte på opgaven i 1419, og hans design var så nyt og radikalt, at Firenzes befolkning i starten strømmede til byggepladsen for at få et glimt af den nye bygning. Den havde indkorporet en masse træk og egenskaber fra antikkens verden. Således var bygningen eksempelvis den første bygning siden antikken (og den første i Firenze), der anvendte søjler. I dag er bygningen, Ospedale degli Innocenti, et af de vigtigste varetegn for byen.

### Domkirken i Firenze
Man havde i Firenze påbegyndt arbejdet på en ny katedral i 1296. Man havde store planer for den nye katedral, og derfor havde man ønskede at bygge en enorm katedral, der bl.a. skulle ende med at indeholde den største selvbærende kuppel som verden nogensinde havde set. Da man startede på arbejdet i 1296 havde man dog ikke udtænkt en konkret plan til hvordan en sådan kuppel skulle opføres. Derfor begyndte man at bygge resten af katedralen, og håbede i mellemtiden at komme på den løsning til hvordan man kunne opføre kuplen. Det viste sig dog, at man havde været overambitiøse, og da man i 1378 var blevet færdig med resten af katedralen, og dermed "blot" manglede kuplen, så havde man stædig ikke udtænkt en måde at opføre kuplen på. Dermed stod man Firenze med en enorm katedral, der ikke kunne blive bygget færdigt. Det var en skamplet for hele byen, da domkirken (katedralen) på det tidspunkt (omkring 1400-tallet) var byens helt store varemærke. Man skal huske, at samfundet på dette tidspunkt var dybt religiøst.
Omkring år 1420 var Firenze så desperat efter en løsning på kuppel-problemet, at man på ny valgte at forhøje den pris, der blev givet til den person der kunne bygge kuplen. Brunelleschi satte sig for at løse problemet og gik ind i kampen. Det var igen Ghiberti og Brunelleschi, der kæmpede om at få ordren, og denne gang vandt Brunelleschi. Før 1420 havde Brunelleschi nemlig endnu engang besøgt Rom for at studere antikkens bygninger. Denne gang med sin magtfulde ven Cosimo de' Medici. Det var især bygningen Pantheon, som Brunelleschi studerede, idet den havde den største selvbærende kuppel. Problemet med Pantheon var, at den hovedsageligt var bygget af cement, og opskriften var gået tabt. Derudover var der anvendt et kæmpemæssigt stillads, så kuplen ikke behøvede at være selvbærende under byggeprocessen. På grund af katedralens kæmpemæssige størrelse kunne han ikke anvende et sådant stillads, idet det ville kræve en enorm mængde træ. Derfor skulle katedralens kuppel være selvbærende under hele byggeprocessen.
Brunelleschi blev ved med at studere Pantheon, og til sidst fandt han ud af, hvordan han skulle bygge kuplen i Firenze. Kort fortalt indbar Brunelleschi plan, at man byggede en inder-kuppel, som kunne støtte den ydre kuppel. Det var en genial ide, og Brunelleschi mente selv, at ideen var så enkel, at hvis han viderefortalte det, så ville konkurrenter kopiere hans ide. Derfor nedskrev han sine udregninger og ideer i koder, så det kun var ham selv, der kunne aflæse planen. Dette var dog et problem, idet kirken i Firenze skulle have et eller andet form for bevis/demonstration for, at hans ide ville lykkes, ellers ville de ikke give ham den store penge-pris. Derfor opstillede Brunelleschi en udfordring for dem, der gik ud på, at de skulle få et æg til at stå oprejst. Efter en række mislykkede forsøg gav de op, og bad Brunelleschi vise dem løsningen. Herefter hamrede Brunelleschi ægget ned i bordet, så det gik i stykker, og herefter var det ikke særligt svært at opstille ægget. Folkene fra kirken brokkede sig herefter, og sagde at når man først havde set svaret, så var det for enkelt og indlysende. Hertil svarede Brunelleschi, at sådan ville hans metode og løsningsforslag også være, hvis først han afslørede denne. Kirken gik herefter med til at give Brunelleschi ordren. Endvidere skal det huskes, at det nok også har betydet en del, at Brunelleschi fik opbakning af Medici-familien.

## Fodnoter og eksterne henvisninger
1. 1 2  http://www.fordham.edu/halsall/basis/vasari/vasari5.htm Arkiveret 29. marts 2009 hos  Wayback Machine Vasari's biografi af Brunelleschi.
2. ↑   Walker, Paul Robert (2002). The Feud that Sparked the Renaissance: How Brunelleschi and Ghiberti Changed the Art World. New York: William Morrow. ISBN 0-380-97787-7.